# Херман Јадловкер
Херман Јадловкер (17. јул 1877, Рига – 13. мај 1953, Тел Авив) је био водећи драмски тенор летонског порекла, али руске (касније израелске) националности, који је уживао у значајној међународној каријери током прве четвртине 20. века.
Његове виртуозне снимке арија из „Идоменеја“ и „Севиљског берберина“, између осталих, неки сматрају класицима грамофона, иако су критике његових оперских наступа, нарочито током његовог кратког мандата у Њујорку са Метрополитен опером, биле изразито помешане. У Мет театру је изабран да креира тенорску улогу у опери у једном чину - „ Versiegelt“ Леа Блеха у јануару 1912. године. Такође је креирао улогу Кенигсона на премијери опере „Кенигскиндер“ Енгелберта Хумпердинка 1910. године.

## Каријера и снимци
Да би се дистанцирао од комерцијалне каријере коју му је наметао отац, Јадловкер је побегао од куће као петнаестогодишњак. Отпутовао је у Беч, где је студирао класично певање код Јозефа Генсбахера . Године 1899 (неки извори кажу 1897), дебитовао је у Келну, а затим је обезбедио ангажмане у Шчећину, а затим у Карлсруеу. Овде га је чуо немачки кајзер Вилхелм II и био је толико импресиониран да је тенору понудио петогодишњи уговор у Краљевској опери у Берлину. Јадловкер је током своје каријере певао и у Штутгарту, Хамбургу, Амстердаму, Бечу, Лавову, Прагу, Будимпешти и Бостону.
Године 1910. и 1912. Јадловкер се појавио у њујоршкој Метрополитен опери, где се показао као један од најсвестранијих уметника у главним немачким, италијанским и француским улогама, мада су његове изведбе засениле изведбе Енрика Каруза и Леа Слезака.
Вратио се у Европу пре избијања Првог светског рата и наставио је оперску каријеру у бројним немачким градовима. Током 1920-их, Јадловкер је све више певао на концертном подијуму и 1929. године, изабран је за главног кантора у синагоги у Риги. Јадловкер је потом постао професор певања на Ришком конзерваторијуму пре него што је емигрирао у Палестину са супругом 1938. године. Предавао је у Јерусалиму и Тел Авиву, а у Тел Авиву је и преминуо у 75. години живота.
Јадловкер је поседовао тамнобојан, лирско-драматичан тенорски глас изузетне флексибилности. Његова окретна вокална техника му је омогућила да пева ноте, трилере и друге колоратурне украсе са запањујућом лакоћом и тачношћу (иако основни тембар његовог гласа није био сладак или заводљив). Направио је велики број плоча у Европи и Америци током раздобља од две деценије, почев од 1907. године. Већина ових снимака, који укључују арије композитора различитих жанрова као што су Моцарт, Обер, Верди, Росини и Вагнер, могу се чути на компакт диск реиздањима, а углавном их пласирају издавачке куће Марстон и Прејзер.